# Ja jij
Ja jij is een lied van de Nederlandse zanger Joe Stagiair van de Show. Het werd in 2022 als single uitgebracht. 

## Achtergrond
Ja jij is geschreven door Joe Stam en René Karst en geproduceerd door Manfred Recordings. Het is een nummer uit de genres nederpop en feestmuziek. In het lied zingt de artiest over zijn geliefde en dat zij zijn dag maakt. Het nummer kwam voort uit een YouTube-serie van radiozender Qmusic, waarin Joe bezig was met zijn missie om volkszanger te worden. Voordat Joe de YouTube-serie en het nummer opnam, was hij al meerdere jaren werkzaam bij de radiozender.

## Hitnoteringen
De zanger had weinig succes met het lied in de Nederlandse hitlijsten. De Single Top 100 werd niet bereikt en er was ook geen notering in de Top 40. Bij laatstgenoemde was er wel de negende plaats in de Tipparade.